# Jean-Baptiste Mimiague
Jean-Baptiste Mimiague (n. 3 februarie 1871, Villefranche-sur-Mer, Alpes-Maritimes, Franța – d. 6 august 1929, Nisa, Franța) a fost un scrimer francez, medaliat olimpic. A participat la o ediție a Jocurilor Olimpice (1900) în care a câștigat o medalie de bronz.

## Participări
Lista de mai jos prezintă principalele competiții la care a participat Jean-Baptiste Mimiague de-a lungul carierei.
- fencing at the 1900 Summer Olympics – men's masters foil[*]